# クレイジーセクシークール
『クレイジーセクシークール』（CrazySexyCool）は、1994年11月15日に発売されたTLCの2枚目のスタジオ・アルバム。
1992年のデビュー・アルバム『エイント・2・プラウド・2・ベッグ』(Ooooooohhh... On the TLC Tip)よりもさらにロング・セールスとなったこの2ndアルバムは、約2年にもわたってビルボード全米アルバムチャートの上位に居続け、最高順位3位（1995年7月29日付）、R&Bアルバムチャートで2位（1994年12月3日付）を記録。シングルカットされた「クリープ」と「ウォーターフォールズ」も全米ホット・チャート連続第1位となり、アルバムは第38回グラミー賞で「最優秀R&Bアルバム賞」を獲得した。
『クレイジーセクシークール』はその後も売上げを伸ばし続け、全米だけでも累計1,200万枚以上を記録し、アメリカレコード協会（RIAA）からダイヤモンドディスクに認定され、ガールズ・グループとしては史上初のダイヤモンド・ステータス授与となった。世界中では2,300万枚以上を売上げ、アメリカのガールズ・グループのベストセラー・アルバムとなり、世界で2番目に売れたガールズ・グループのアルバムにもなった。
2016年には、それまでダイヤモンドディスク認定されたアーティストの92作品のうち、7番目に優れたダイヤモンド・アルバムとしてビルボード誌でランク付けされた。

## コンセプト・傾向
2ndアルバム『クレイジーセクシークール』は、「女性」をテーマにした内容の楽曲が多く、おてんばでやんちゃ的だったデビュー・アルバムよりも大人の視点が加味されたアルバムに仕上げている。レフト・アイはこのアルバムのタイトルの意味について、「全ての女性にあるものを表現している」と語っていた。
どんな女の人でも、クレイジーな部分、セクシーな部分、そしてクールな部分があるの。多くのプロデューサー達がそのアイディアを勘違いしてクレイジーな曲をあたしに、セクシーな曲をCHILLIに、クールな曲をT-BOZに書いてきたわ。“CrazySexyCool”は、私達一人一人のことじゃなくて、全ての女性にあるものを表現しているの。—LEFT EYE
デビュー・アルバムのファンキーでワイルドな要素はそのまま保持したまま、繊細でセクシーな女性に成長した要素が加わると同時に、3人の個性の違いも明確に打ち出され、グループとしての存在感が増した内容となっている。全体的な傾向としては、低音のT-ボズの乾いたメイン・ボーカルが全面に押し出されたアルバムとなっている。
デビュー・アルバムで駆使されていた判りやすいあからさまなラップは後退し、フィラデルフィア・ソウルとプリンスを彷彿させるような滑らかで魅惑的なコンテンポラリー・ソウルと、ニュージャックスウィングとヒップホップのビートを効かせたサウンドに仕上がっている。

## シングルの記録
『クレイジーセクシークール』からシングルカットされた楽曲は全て、ビルボード全米ホット・チャートの5位圏内に入り、1枚目のシングル「クリープ」は1995年1月28日付から4週間連続1位を記録。TLCにとっての初の全米ホット・チャート1位獲得曲となった。「クリープ」はR&Bチャートでも1994年12月10日付から連続9週間1位を記録した。
2枚目のシングル「レッド・ライト・スペシャル」は、1995年3月18日付の全米ホット・チャートで2位、R&Bチャートでは3位を記録した。
3枚目のシングル「ウォーターフォールズ」は、1995年7月8日付から7週連続1位を記録し、TLCの最も成功した楽曲となった。R&Bチャートでも同日付から3週連続4位を記録した。SFXを駆使したミュージック・ビデオも話題となり、MTV ビデオ・ミュージック・アワードやソウル・トレイン・ミュージック・アワードなどで最優秀ビデオ賞を受賞した。
4枚目のシングル「ディギン・オン・ユー」は、1996年1月6日付で全米ホット・チャートで5位となり、R&Bチャートで7位となった。

## 評価
「最優秀R&Bアルバム賞」を獲得したアルバム同様、シングル「クリープ」も第38回グラミー賞において「最優秀R&Bパフォーマンス賞-デュオ・グループ部門」を受賞し、「ウォーターフォールズ」のビデオも各賞で最優秀ビデオ賞を総なめするなど、それらを生み出したアルバム『クレイジーセクシークール』は、ガールズ・グループとしてのTLCの地位を不動のものにした作品と位置づけられている。
R&B評論家の出田圭は、そうした収録楽曲の大ヒットにより、R&Bアクトのままでも全米中のガールズ・アイドルになれることが証明され、音楽的・人種的な壁を打ち破った画期的な作品と評価しており、アメリカにおいてR&Bがメインストリームであることを決定づけた作品と位置づけている。
ローリング・ストーン誌は、「オールタイム・グレイテストアルバム500」(The 500 Greatest Albums of All Time)の寸評の中で、スプリームス以来、誰も目にしたことのなかった「最も熱狂的でソウルフルなR&Bガールズ・グループ」が『クレイジーセクシークール』によって世に送り出されたと評価している。

## トラック・リスト
| #         | タイトル | 作詞・作曲 | プロデューサー                                                           | 時間  |
| --------- | --- | --- | ------------------------------------------------------------------------ | ----- |
| 1.        | 「イントロ・ルード feat. ファイフ・ドッグ」(Intro-lude feat. Phife Dawg)                                                               | ジャーメイン・デュプリ、 ファイフ・ドッグ | ジャーメイン・デュプリ                                                   | 1:03  |
| 2.        | 「クリープ」(Creep) | ダラス・オースティン | ダラス・オースティン                                                     | 4:28  |
| 3.        | 「キック・ユア・ゲーム」(Kick Your Game)                                                                                               | ジャーメイン・デュプリ、 マニュエル・シール、 リサ・レフトアイ・ロペス                                                                                            | ジャーメイン・デュプリ、 マニュエル・シール                              | 4:14  |
| 4.        | 「ディギン・オン・ユー」(Diggin' on You)                                                                                               | ベイビーフェイス | ベイビーフェイス                                                         | 4:14  |
| 5.        | 「フェイク・ピープル」(Case of the Fake People)                                                                                        | ダラス・オースティン | ダラス・オースティン                                                     | 4:04  |
| 6.        | 「クレイジーセクシークール (インタールード)」(CrazySexyCool - Interlude)                                                               | ティオンヌ・ワトキンス、 ショーン・パフィ・コムズ、 チャッキー・トンプソン                                                                                        | ショーン・パフィ・コムズ、 チャッキー・トンプソン                        | 1:42  |
| 7.        | 「レッド・ライト・スペシャル」(Red Light Special)                                                                                      | ベイビーフェイス | ベイビーフェイス                                                         | 5:03  |
| 8.        | 「ウォーターフォールズ」(Waterfalls)                                                                                                   | マルケス・エスリッジ (Marqueze Etheridge)、 リサ・レフトアイ・ロペス、 オーガナイズド・ノイズ (リコ・ウェイド、スリーピー・ブラウン、レイ・マーレイ (Ray Murray)) | オーガナイズド・ノイズ                                                   | 4:39  |
| 9.        | 「インターミッション・ルード」(Intermission-lude)                                                                                      | ジャーメイン・デュプリ |                                                                          | 0:42  |
| 10.       | 「レッツ・ドゥ・イット・アゲイン」(Let's Do It Again)                                                                                  | ベイビーフェイス、 ジョン・ジョン・ロビンソン | ベイビーフェイス、 ジョン・ジョン・ロビンソン                            | 4:16  |
| 11.       | 「イフ・アイ・ウォズ・ユア・ガールフレンド」(If I Was Your Girlfriend)                                                                 | プリンス | ショーン・パフィ・コムズ、 チャッキー・トンプソン、 ダラス・オースティン | 4:36  |
| 12.       | 「セクシー (インタールード) feat. ディディ」(Sexy - Interlude feat. Diddy)                                                             | ロゾンダ・トーマス、 ショーン・パフィ・コムズ | ロゾンダ・トーマス、 ショーン・パフィ・コムズ                            | 1:34  |
| 13.       | 「テイク・アワー・タイム」(Take Our Time)                                                                                              | アーノルド・ヘニングス (Arnold Hennings)、 デブラ・キリングス | ダラス・オースティン、 アーノルド・ヘニングス                            | 4:34  |
| 14.       | 「キャン・アイ・ゲット・ア・ウイットネス (インタールード) feat. バスタ・ライムス」(Can I Get a Witness - Interlude feat. Busta Rhymes) | トレバー・ティーメ・スミス・ジュニア、 ショーン・パフィ・コムズ、 チャッキー・トンプソン                                                                          | ショーン・パフィ・コムズ、 チャッキー・トンプソン                        | 2:57  |
| 15.       | 「スイッチ」(Switch) | ジャーメイン・デュプリ、 マニュエル・シール、 リサ・レフトアイ・ロペス                                                                                            | ジャーメイン・デュプリ、 マニュエル・シール                              | 3:30  |
| 16.       | 「サムシン・ウィキッド feat. アンドレ・3000」(Sumthin' Wicked This Way Comes feat. André 3000)                                         | オーガナイズド・ノイズ、 マルケス・エスリッジ、 リサ・レフトアイ・ロペス、 アンドレ・ローレン・ベンジャミン                                                       | オーガナイズド・ノイズ                                                   | 4:28  |
| 合計時間: | 合計時間: | 合計時間: | 合計時間:                                                                | 56:04 |

| #  | タイトル                                                                                       | 作詞・作曲                                                                          | プロデューサー                                 | 時間 |
| -- | ---------------------------------------------------------------------------------------------- | ----------------------------------------------------------------------------------- | ---------------------------------------------- | ---- |
| 1. | 「クリープ (スーパー・スムース・ミックス)」(Creep (Super Smooth Mix))                          | ダラス・オースティン、 リサ・レフトアイ・ロペス、 マーリー・マール、 ビズ・マーキー | ケニー・タン (Kenny Tonge)、 エディ・F         | 4:43 |
| 2. | 「レッド・ライト・スペシャル (L.A.'s フラバ・ミックス)」(Red Light Special (L.A.'s Flava Mix)) | ベイビーフェイス                                                                    | L.A.リード、 トニー・リッチ、 ベイビーフェイス | 4:27 |
| 3. | 「ウォーターフォールズ (ONP リミックス)」(Waterfalls (ONP Remix) )                             | マルケス・エスリッジ、 リサ・レフトアイ・ロペス、 オーガナイズド・ノイズ            | オーガナイズド・ノイズ                         | 4:33 |
| 4. | 「マイ・シークレット・エネミー」(My Secret Enemy)                                              | スティーブ・キーツ (Steve Keitt) R.A.S ポシ (R.A.S. Posse) リサ・レフトアイ・ロペス | スティーブ・キーツ、 R.A.S ポシ                | 5:35 |

## 収録曲解説
1. トラック1「イントロ・ルード」は、ア・トライブ・コールド・クエストのメンバーのファイフ・ドッグ（英語版）がラップを担当[10][12]。サンプリングには、ア・トライブ・コールド・クエストの3rdアルバム『ミッドナイト・マローダーズ』(Midnight Marauders)からの1994年のシングル「オー・マイ・ゴッド」(Oh My God)の最初の一節が使用されている[22]。
2. トラック2「クリープ」は、アルバムを象徴する最初の大ヒット・シングルで、サンプリングには、スリック・リックのデビュー・アルバム『ザ・グレイト・アドベンチャーズ・オブ・スリック・リック』(The Great Adventures of Slick Rick)からの1989年のシングル「ヘイ・ヤング・ワールド」(Hey Young World)が使用されている[12][15]。「クリープ」の歌詞は、彼氏の浮気を知っている女性が自分自身も秘かに浮気 (creep)するという内容[15]。レフト・アイはこの歌詞が、ファンに悪いアドバイスを与えることになるという理由で発売に大反対し、発売するなら抗議としてビデオで口に黒いテープを貼るとプロデューサーらに言い張ったが、浮気の危険性について警告する彼女のラップ（don't creep if you don't want to.と言う一節もある）をリミックス・バージョンで入れることで決着がついた[15]。「クリープ」は1995年度の全米ヒット曲中、第3位の楽曲となった[15]。ダラス・オースティン制作の代表曲トップ10にも挙げられている[23]。
3. トラック3「キック・ユア・ゲーム」は、TLCのデビュー・アルバムを成功させたジャーメイン・デュプリによるファンキーなダンス曲で、プロモーション用のエアプレイ・シングルとしてオンエア・リリースされた[24]。歌詞の中では、クラブで浮気する男たちに対して3人が、ゲームを楽しみたい関係でのアプローチの仕方（名前を名乗るという月並みなことはしないでほしいこと）を教えている[24]。レフト・アイのバースの一節は、交際中だったフットボールの選手のアンドレ・ライズン (Andre Rison)の浮気に言及しているのではないかと言われている[24]（アルバム制作中、レフト・アイが彼の邸宅を放火する事件が起きた[12]）。曲には、ルース・エンズ（英語版）の1988年のシングル「ウォッチング・ユー」(Watching You)の歌詞の一部が取り入れられている[24]。ジャーメイン・デュプリ制作の代表曲トップ10にも挙げられている[25]。
4. トラック4「ディギン・オン・ユー」は、4枚目のシングルで全米ホット・チャートで5位を記録したポップな人気曲で、スケール感のあるラブソングである[14][17]。バック・ボーカルには、レフト・アイの替わりにデブラ・キリングス（英語版）が参加している[26]。
5. トラック5「フェイク・ピープル」は、友達の仲間に誰を入れるかについて警鐘する歌詞の内容となっていて、デビュー・アルバムからの3枚目のシングル「ホワット・アバウト・ユア・フレンズ」(What About Your Friends)の続篇とも見なせる楽曲となっている[27]。オージェイズの1972年のシングル「裏切り者のテーマ」(Back Stabbers)の歌詞の一部が取り入れられている[27]。
6. トラック6「クレイジーセクシークール(インタールード)」は、T-ボズが「クレイジーセクシークール」な女の定義を、パフ・ダディことショーン・パフィ・コムズに噛み砕いて説明しているインタールード[28]。
7. トラック7「レッド・ライト・スペシャル」は、2枚目のシングルで、全米ホット・チャート2位を記録[13][14][17]。ドワイト・シルズ (Dwight Sills)による官能的なギター・ソロの音色に、かすれたセクシーなT-ボズの低音のボーカルと、チリの甘い高音のボーカルが混ざり合ったセクシャルなバラードである[13][29]。元々はベイビーフェイスが自身で歌うために作った楽曲だったがTLCに提供された[29]。ベイビーフェイス制作の代表曲トップ10にも挙げられている[30]。
8. トラック8「ウォーターフォールズ」は、3枚目のシングルで、全米ホット・チャート7週連続1位を記録し、TLCの代表曲となった[13][14][17]。楽曲制作を手掛けたのは、リコ・ウェイド（英語版）、スリーピー・ブラウン（英語版）、レイ・マーレイ (Ray Murray)から成るオーガナイズド・ノイズ（英語版）で、当時アウトキャストの「プレイヤーズ・ボール」( Player's Ball)などをヒットさせていた新進気鋭のプロデューサー・チーム[12][13][31]。「ウォーターフォールズ」は彼ら制作の代表曲トップ10にも挙げられている[31]。歌詞は麻薬密売や不特定多数との安易な性交に走る若者への警告を含んだ内容となっている[16]。バック・ボーカルにはシーロー・グリーンが参加[16]。ポール・マッカートニーの1980年のシングル「ウォーターフォールズ」(Waterfalls)の歌詞の一部が取り入れられている[16]。SFXを駆使して成功したミュージック・ビデオは、2002年に亡くなったレフト・アイの葬儀会場でもオンエアされた[13]。
9. トラック9「インターミッション・ルード」は、アルバム・タイトルの「クレイジーセクシークール」を連呼する短いインタールード[32]。
10. トラック10「レッツ・ドゥ・イット・アゲイン」は、セックスに関する直接的な内容の歌詞のセクシャルな楽曲で[33]、ヤーブロウ&ピープルズ（英語版）の1980年のシングル「ドント・ストップ・ザ・ミュージック」(Don't Stop the Music)の歌詞の一部が取り入れられている[33]。
11. トラック11「イフ・アイ・ウォズ・ユア・ガールフレンド」は、カバー曲で、オリジナルはプリンスの9thアルバム『サイン・オブ・ザ・タイムズ』(Sign o' the Times)からの1987年のシングル[12][34][注釈 4]。ショーン・パフィ・コムズとチャッキー・トンプソン（英語版）がプロデュースしたこのカバー曲は、最初はメアリー・J. ブライジの同年のアルバム『マイ・ライフ』のためのものだったが、結局は総合的な判断で見送られてTLCに提供された[34]。アルバム収録曲の中でも評価が高いカバー曲である[19]。サンプリングには、ザップの1986年のシングル「コンピューター・ラブ」(Computer Love)が使用されている[34]。
12. トラック12「セクシー(インタールード)」は、ショーン・パフィ・コムズとチリが電話で会話している形のインタールード。真剣に聴いていると最後にお笑いコント的な落とし穴がある[12]。チリ自身が台詞を書いていて、彼女の外面とは違った内面が垣間見られるものとなっている[36]。サンプリングには、クレイグ・マック（英語版）の1994年のシングル「ゲット・ダウン」(Get Down)が使用されている[36]。
13. トラック13「テイク・アワー・タイム」は、バック・ボーカルをよく担当しているデブラ・キリングスが書いた楽曲。キーボードでティム・ケリー (Tim Kelley) (ティム&ボブ（英語版）)が参加し、サンプリングには、アイズレー・ブラザーズの1977年のアルバム『ゴー・フォー・ユア・ガン』(Go for Your Guns)の収録曲「ボヤージュ・トゥ・アトランティス」(Voyage to Atlantis)が使用されている[37]。
14. トラック14「キャン・アイ・ゲット・ア・ウイットネス(インタールード)」は、バスタ・ライムスが彼にとっての「クレイジーセクシークール」な女の定義を噛み砕いて説明するラップのインタールードで、レフト・アイが受け手になっている[38]。
15. トラック15「スイッチ」は、ジャーメイン・デュプリの制作楽曲で、バック・ボーカルにトレイ・ロレンツ（英語版）が参加している[12]。サンプリングには、ジーン・ナイトの1971年のシングル「ミスター・ビッグ・スタッフ」(Mr. Big Stuff)が使用されている[12][39]。
16. トラック16「サムシン・ウィキッド」は、アンドレ・3000をフィーチャリングした楽曲[10][40]。バック・ボーカルにはシーロー・グリーンが参加している[40]。タイトルのSomething wicked this way comes（邪悪な何かがやってくる）という言葉は、シェイクスピアの戯曲『マクベス』の第4幕第1場での第2の魔女の台詞に由来している（「邪悪な何か」とはマクベスのことを意味している）[40]。

限定盤ボーナスCD
1. トラック1「クリープ (スーパー・スムース・ミックス)」は、ケニー・タン (Kenny Tonge)とエディ・F（英語版）によるリミックス・バージョンで、サンプリングには、ビズ・マーキーの1988年のアルバム『ゴーイン・オフ』(Goin' Off)に収録の「メイク・ザ・ミュージック・ウィズ・ユア・マウス、ビズ」(Make the Music with Your Mouth, Biz feat. TJ Swan)が使用され、レフト・アイのラップがフィーチャーされている[41]。
2. トラック2「レッド・ライト・スペシャル (L.A.'s フラバ・ミックス)」は、L.A.リード（英語版）とトニー・リッチ（英語版）がリミックスしたバージョンである[42]。
3. トラック3「ウォーターフォールズ (ONP リミックス)」は、2003年のベスト・アルバム『Now & Forever: The Hits』(Now & Forever: The Hits)の日本盤ボーナスCDにも収録されている[13][43]。
4. トラック4「マイ・シークレット・エネミー」は、「レッド・ライト・スペシャル」のB面曲。レフト・アイが以前から交際していたフットボールの選手のアンドレ・ライズン (Andre Rison)の邸宅を放火し全焼させた事件に対するメディアの報道と、アンドレとの関係に焦点を当てた歌詞の内容となっている[44]。この曲は2018年のデジタル限定アルバム『20 Unreleased』に収録されている[44]。

## チャート記録
| チャート(1994-1996)                                                                    | 最高位 |
| -------------------------------------------------------------------------------------- | ------ |
| アメリカ「ビルボード200・アルバムチャート」(Billboard 200)                             | 3      |
| アメリカ「トップR&B/ヒップホップ・アルバムチャート」(Top R&B/Hip-Hop Albums)           | 2      |
| イギリス「UKアルバムチャート」(UK Albums Chart)                                        | 4      |
| イギリス「UK R&Bアルバムチャート」(UK Albums Chart)                                    | 1      |
| カナダ「カナディアン・アルバムチャート」(Canadian Albums Chart)                        | 6      |
| オランダ「アルバム・トップ100」(Dutch Album Top 100)                                   | 4      |
| オーストラリア「アルバム・ARIAチャート」(ARIA Charts)                                  | 5      |
| ニュージーランド「アルバム・オフィシャル・チャート」(Official New Zealand Music Chart) | 1      |
| ドイツ「アルバム・GfKエンターテインメント・チャート」(GfK Entertainment charts)        | 4      |

## オールタイム・ランキング
| 出版媒体（国）                                                    | ランキング名称 | 位  | 発表年度 |
| ----------------------------------------------------------------- | --- | --- | -------- |
| ベンダー誌（米） (Blender)                                        | オールタイム・グレイテスト・アメリカンアルバム100 (The 100 Greatest American Albums of All time)                            | 68  | 2008     |
| エンターテインメント・ウィークリー誌（米） (Entertainment Weekly) | 1983年-2008年・ベストアルバム100 (The 100 Best Albums from 1983 to 2008)                                                    | 36  | 2008     |
| ローリング・ストーン誌（米） (Rolling Stone)                      | 90年代・グレイテストアルバム100 (The 100 Greatest Albums of the 90s)                                                        | 43  | 2019     |
| ローリング・ストーン誌（米） (Rolling Stone)                      | オールタイム・グレイテストアルバム500 (The 500 Greatest Albums of All Time)                                                 | 218 | 2020     |
| ザ・ニュートン誌（英） (New Nation)                               | 黒人アーティスト・トップ100アルバム (Top 100 Albums by Black Artists)                                                       | 95  | 2012     |
| ビルボード200（米） (Billboard 200)                               | グレイテスト・オールタイム・ビルボード200アルバム (Greatest of All Time Billboard 200 Albums)                               | 126 | 2019     |
| ビルボード200（米） (Billboard 200)                               | グレイテスト・オールタイム・ビルボード200女性アルバム (Greatest of All Time Billboard 200 Albums by Women)                  | 35  | 2019     |
| ビルボード200（米） (Billboard 200)                               | オール92ダイヤモンド認定アルバム・批評ランキング (All 92 Diamond-Certified Albums Ranked from Worst to Best: Critic's Take) | 7   | 2016     |
| コンプレックス（米） (Complex)                                    | 90年代・ベストR&Bアルバム50 (The 50 Best R&B Albums of '90s)                                                                | 4   | 2007     |
| NPR（米） (NPR)                                                   | グレイテスト・女性アルバム150 (The 150 Greatest Albums Made by Women)                                                       | 26  | 2007     |

## 受賞・ノミネート
- 第23回アメリカン・ミュージック・アワード (American Music Awards of 1996)
  - 最人気ソウル/R&Bアルバム賞 (Favorite Soul/R&B Album)ノミネート
  - 最人気ソウル/R&Bバンド・デュオ・グループ賞 (Favorite Soul/R&B Band/Duo/Group)ノミネート
  - 最優秀アーティスト賞 (Artist of the Year)受賞（ガース・ブルックスの辞退により繰り上げ受賞）

- 第38回グラミー賞 (38th Annual Grammy Awards)
  - 最優秀R&Bアルバム賞 (Best R&B Album)受賞
  - 最優秀R&Bパフォーマンス賞-デュオ・グループ部門 (Best R&B Performance by a Duo or Group with Vocals)受賞 - 「クリープ」
  - 最優秀 年間レコード賞 (Record of the Year)ノミネート - 「ウォーターフォールズ」
  - 最優秀 最優秀ポップ・パフォーマンス-デュオ・グループ部門 (Best Pop Performance by a Duo or Group with Vocals)ノミネート - 「ウォーターフォールズ」

- 1996年ソウル・トレイン・ミュージック・アワード (1996 Soul Train Music Awards)
  - 最優秀R&B/ソウル・アルバム賞-グループ・バンド・デュオ部門 (Best R&B/Soul Album – Group, Band or Duo)受賞
  - 最優秀R&B/ソウル・シングル賞-グループ・バンド・デュオ部門 (Best R&B/Soul Single – Group, Band or Duo)受賞 - 「ウォーターフォールズ」
  - 最優秀R&B/ソウル・ラップ・ミュージック・ビデオ賞 (Best R&B/Soul or Rap Music Video)受賞 - 「ウォーターフォールズ」
  - 最優秀 R&B/ソウル・ラップ・年間楽曲賞 (R&B/Soul or Rap Song of the Year)ノミネート – 「ウォーターフォールズ」

- 1995年ビルボード・イヤー・エンド賞 (Billboard Year-End)
  - 最優秀R&B/ソウル/ヒップホップ・シングル賞 (Billboard Year-End number-one singles and albums)受賞 - 「クリープ」

- 1995年MTV ビデオ・ミュージック・アワード (1995 MTV Video Music Awards)
  - 最優秀ビデオ賞 (Video of the Year)受賞 - 「ウォーターフォールズ」
  - 最優秀グループ・ビデオ賞 (Best Group)受賞 - 「ウォーターフォールズ」
  - 最優秀R&Bビデオ賞 (Best R&B Video)受賞 - 「ウォーターフォールズ」
  - 最優秀視聴者投票ビデオ賞 (Viewer's Choice)受賞 - 「ウォーターフォールズ」
  - ブレイクスルー・ビデオ賞 (Breakthrough Video)ノミネート - 「ウォーターフォールズ」

- 1996年NAACPイメージ・アワード (NAACP Image Awards)
  - 優秀ミュージック・ビデオ賞 (Outstanding Music Video)受賞 - 「ウォーターフォールズ」